# Helen Rowland (periodista)
Helen May Rowland ( /ˈroʊlənd/; 1875–1950) fue una periodista y humorista estadounidense. Durante muchos años escribió una columna en el New York World titulada "Reflections of a Bachelor Girl" (Reflexiones de una Chica Soltera). Muchos de sus pensamientos de estas columnas se publicaron en forma de libro, entre ellas Reflections of a Bachelor Girl de 1909, The Rubáiyát of a Bachelor (El Rubaiyat de una Soltera) de 1915 y A Guide to Men (Una Guía para Hombres) de 1922.
Se graduó del Emerson College de Boston en 1895, pero regresó posteriormente a Washington con el sueño de volverse actriz. Se diplomó de la Escuela de Arte Dramático de Washington en 1896, sin embargo, la muerte del padre de Rowland en 1899 la obligó a ganarse la vida escribiendo para varios periódicos.
Helen Rowland murió en 1950.

## Libros
- Reflections of a Bachelor (1903)
- A Book of Conversations: The Digressions of Polly (1905)
- The Widow (1908)
- Reflections of a Bachelor Girl (1909)
- The sayings of Mrs. Solomon: Being the confessions of the seven hundredth wife as revealed to Helen Rowland (1913)
- The Rubaiyat of a Bachelor (1915)
- A Guide To Men: Being Encore Reflections of a Bachelor Girl (1922) A Guide to Men, Project Gutenberg
- If, A Chant for Wives also The White Woman's Burden (1927)
- This Married Life (1927)